# Доленці (Шаловці)
Доленці (словен. Dolenci) — поселення в общині Шаловці, Помурський регіон, Словенія. Висота над рівнем моря: 302,1 м.